# Shire of Corrigin
Shire of Corrigin is een Local Government Area (LGA) in de regio Wheatbelt in West-Australië. Shire of Corrigin telde 1.007 inwoners in 2021. De hoofdplaats is Corrigin.

## Geschiedenis
Op 14 februari 1913 werd het Kunjinn Road District opgericht. Toen bleek dat Corrigin en niet Kunjin een belangrijk spoorknooppunt zou worden verving op 16 september 1914 het Corrigin Road District het Kunjin Road District. Ten gevolge van de Local Government Act van 1960 veranderde het district op 23 juni 1961 van naam en werd de Shire of Corrigin.

## Beschrijving
Shire of Corrigin is een 3.095 km² groot landbouwdistrict in de regio Wheatbelt in West-Australië. Het ligt ongeveer 230 km van de West-Australische hoofdstad Perth. Er worden voornamelijk schapen en granen geteeld. Het district heeft een bibliotheek, basisschool, districtsschool, districtshospitaal, olympisch zwembad, recreatiecentrum en verscheidene sportfaciliteiten. Het district telt meer dan 400 km verharde weginfrastructuur en bijna 800 km onverharde weginfrastructuur. Shire of Corrigin stelt een dertigtal mensen te werk.

## Plaatsen, dorpen en lokaliteiten
- Corrigin
- Bilbarin
- Bullaring
- Bulyee
- Jubuk
- Kunjin

## Bevolkingsevolutie
| Jaar | Bevolkingsaantal |
| ---- | ---------------- |
| 1921 | 1.286            |
| 1933 | 1.845            |
| 1947 | 1.445            |
| 1954 | 1.894            |
| 1961 | 2.123            |
| 1966 | 2.099            |
| 1971 | 1.766            |
| 1976 | 1.736            |
| 1981 | 1.620            |
| 1986 | 1.450            |
| 1991 | 1.384            |
| 1996 | 1.276            |
| 2001 | 1.227            |
| 2006 | 1.145            |
| 2011 | 1.063            |
| 2016 | 1.146            |
| 2021 | 1.007            |